# Marta Fernández Infante
Pour les articles homonymes, voir Fernández et  Infante.
Marta Fernández Infante, née le 6 août 1994 à Burgos (Castille-et-León), est une nageuse handisport espagnole concourant en S4 ayant aucun usage de leurs membres inférieurs. Elle est double championne d'Europe en 2021.

## Carrière
Marta Fernández Infante est née avec une tétraparésie spastique, une maladie neurodégénérative qui affecte tout son corps.
Elle fait ses débuts aux championnats d'Europe en 2021 à Funchal, elle remporte son premier titre sur le 50 m papillon S5 en battant le record du monde S4. Elle est également montée sur la deuxième marche du podium sur le 50 m brasse SB3, le 50 m nage libre S4 et le 100 m nage libre S4. Aux Jeux de 2020, elle rafle l'or sur le 50 m brasse SB3, l'argent sur le 50 m papillon S5 et le bronze sur le 50 m nage libre S4.